# Petalolyma bicolor
Petalolyma bicolor är en insektsart som först beskrevs av Shinji Kuwayama 1910.  Petalolyma bicolor ingår i släktet Petalolyma och familjen spetsbladloppor. Inga underarter finns listade i Catalogue of Life.